# ホーロー看板

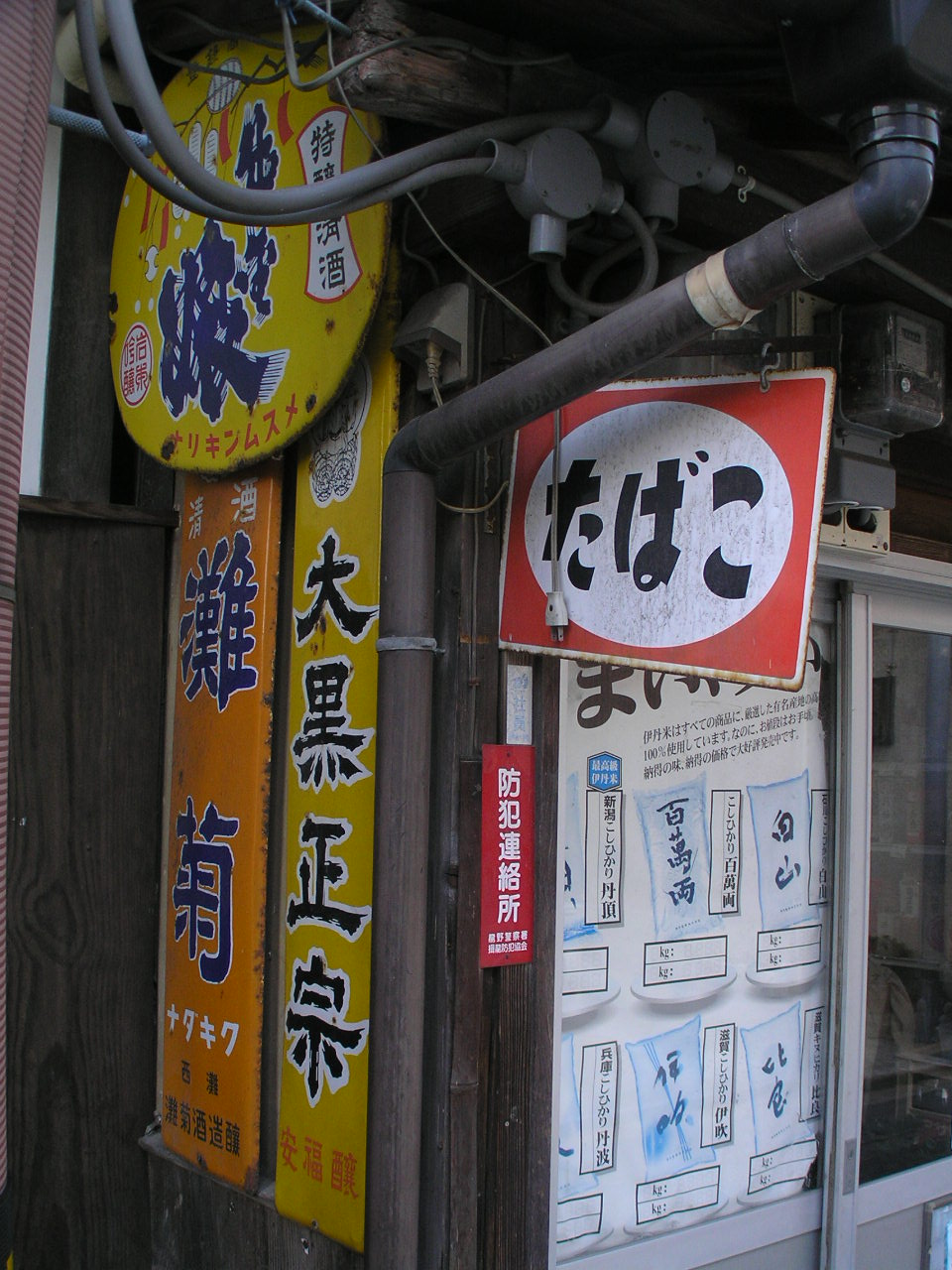
日本酒とタバコのホーロー看板（室津漁港）

ホーロー看板（ホーローかんばん）、琺瑯看板（ほうろうかんばん）とは、主に屋外用の表示として使用される看板の一種。主として光沢のある塗装ないし印刷で仕上げられた金属製のものを意味する。1888年から1889年ごろに誕生したとされ、明治・大正・昭和中期まで商品宣伝手法の主流として一時代を築いた。商品サイクルの加速化や住宅事情、新聞やテレビ等のメディアの発達に伴い、1975年ごろより徐々にその姿を消していった。

## 概要
もともとの琺瑯（ホーロー）はガラス質の釉（うわぐすり）を高熱で焼き付ける仕上げを意味するが、のちに類似の外見を持つ塗料仕上げをも意味するようになった。「ホーロー看板」における「ホーロー」は、後者の意味であり、金属板と塗料という組み合わせのものを意味する。その耐久性から、ブリキ製の類似品と比して現在でも美しい姿を保っているものが少なくない。
1950年代から1970年代の日本で普及した屋外広告の媒体としても広く知られている。マスメディアによる広告手段が一般的ではなかった時代、広告代理店を通さずに、その製品のセールスマンと看板の製造業者が各地で依頼・製作・設置していた。琺瑯製の看板の設置に対する広告料は現金でなく現物支給が多かった。
また、広告目的のものだけではなく、農業資材・新聞・学生服・布団などの商品で取り扱い銘柄を店頭に表示するために用いられるものもあった。それらは製造元が自社商品の取り扱い店に供給するものである。
その後、実用面ではプラスティック製の看板などに取って代わられつつある。レトロな雰囲気が好まれ、愛好家の収集の対象へと変化しており、歴史的な価値や希少性から高値で取引される場合もある。
鉄道でも種別と行先表示が幕式が採用される前はホーロー看板を使用している事があった。

## 商品広告の例
以下、有名とされる看板の一部を記す。
- 塩・たばこ - 日本専売公社（宣伝目的というよりは認可販売店であることの証明として）
- でんわ・でんぽう - 日本電信電話公社（宣伝目的というよりは扱い店の告知として）
- オロナミンC - 大塚製薬「大村崑」
- オロナイン軟膏 - 大塚製薬「浪花千栄子」
- ニコホン綿 - 大三（大正時代の首相である桂太郎にあやかったもの）
- 金鳥 - 大日本除虫菊（「美空ひばり」を起用したものもある）
- キンチョール - 大日本除虫菊
- 100%醸造酢ミツカン酢 - ミツカン
- 菅公「学生服」「シャツ」 - 尾崎商事
- アース渦巻 - アース製薬「由美かおる」
- ハイアース - アース製薬「水原弘」
- ヨコハマタイヤ - タイヤを擬人化したキャラクター（当時業務提携していたBFグッドリッチ社のスマイリッジ）
- ライオン蚊取り線香 - ライオンケミカル（ライオンのグループ企業）
- ボンカレー - 大塚食品「松山容子」 営業マンが一日15枚程度を目標に自ら貼りにまわっていた。
- ムヒ - 池田模範堂（「ムヒ」の文字のみを大きく表示することで「ムヒとは何か興味を持つ」という効果）
- カルピス - いわゆる黒人マークと滋強飲料の文字が書かれたもので、背景やフォントの色違いが数種ある。
- 仁丹 - 森下仁丹
- マツダランプ - 株式会社東芝
- マルフク - 全国に約50万枚が貼られた。
- 第一火災海上保険
- ノザキのコンビーフ - 野崎産業（現・川商フーズ）・首都圏の国鉄駅構内に見られた。
- 国際秘宝館(閉館) - 同館があった三重県伊勢地方、(伊勢湾フェリーによって伊勢地方につながっている）愛知県の渥美半島などで見られた。

## ギャラリー

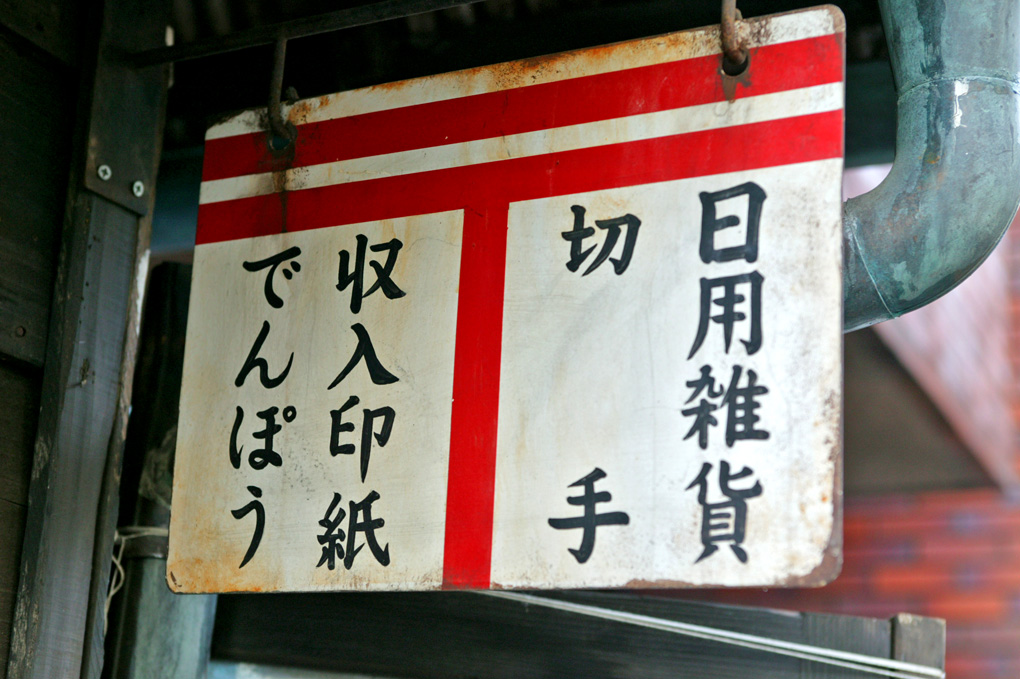
よろずやのホーロー看板
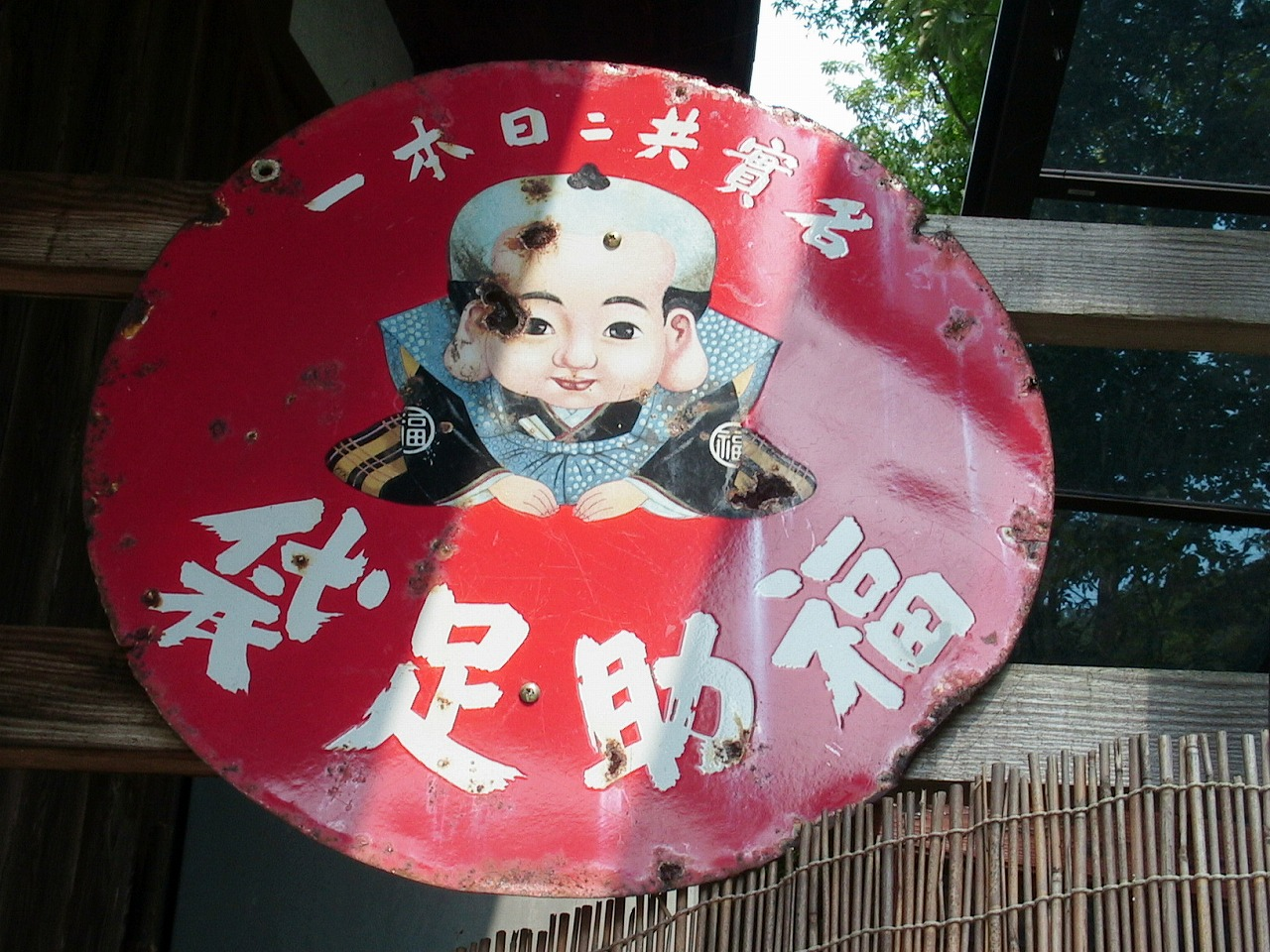
福助足袋
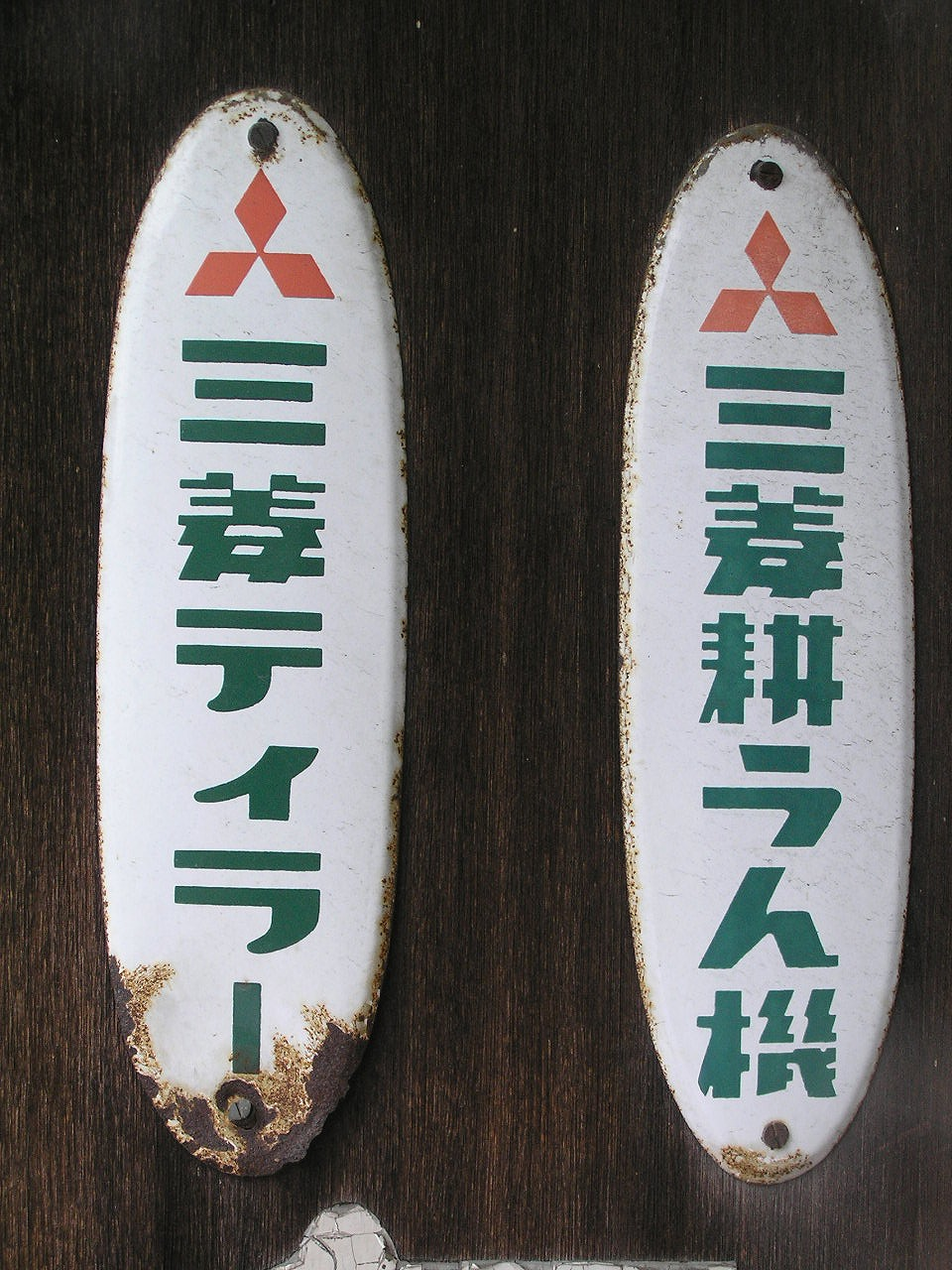
三菱耕運機看板（丹波市柏原）
オロナイン軟膏・浪花千栄子&オロナミンC・大村崑（篠山市）
アース製薬 由美かおる&水原弘（篠山市）
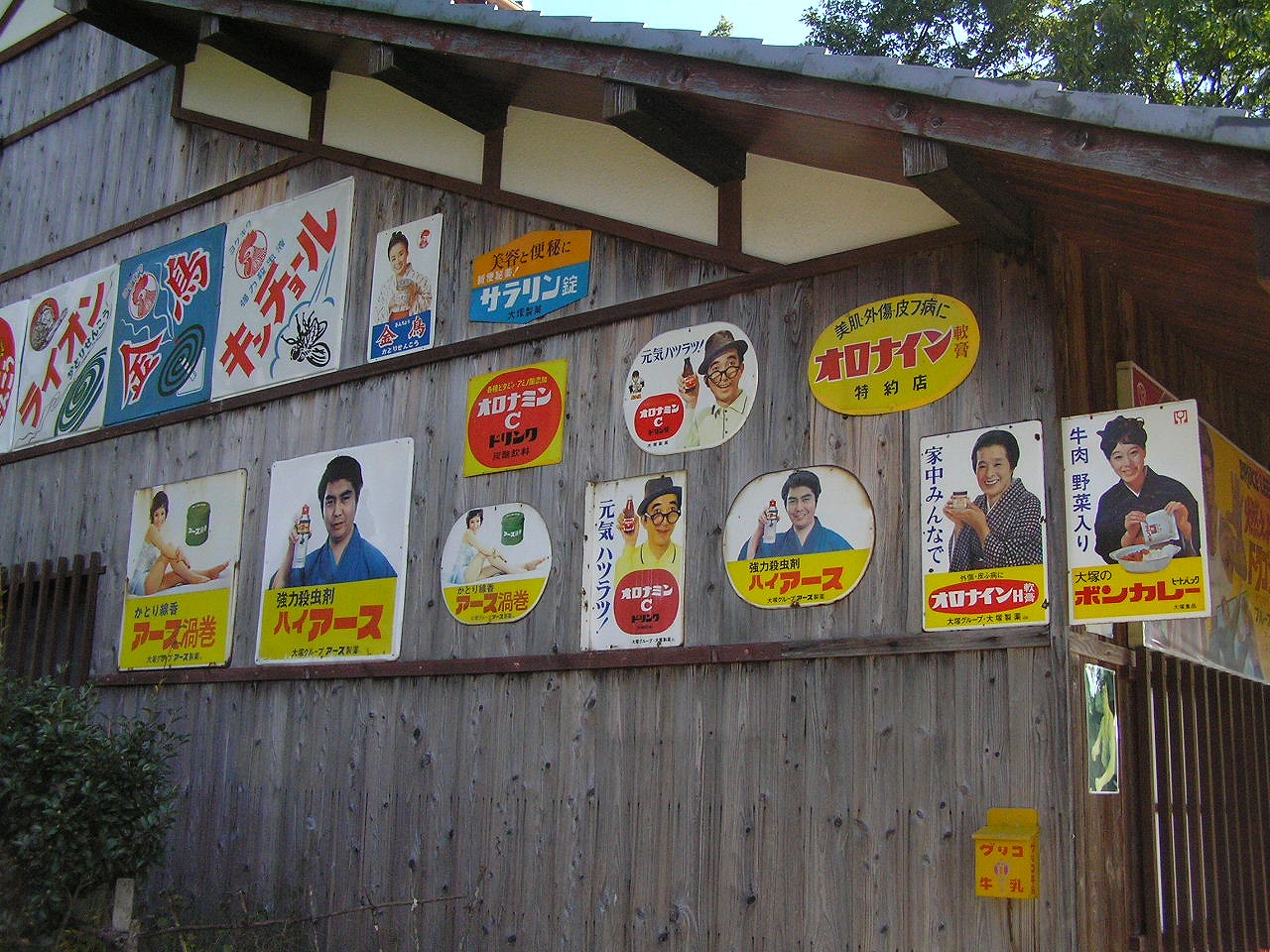
ホーロー看板各種（篠山市）
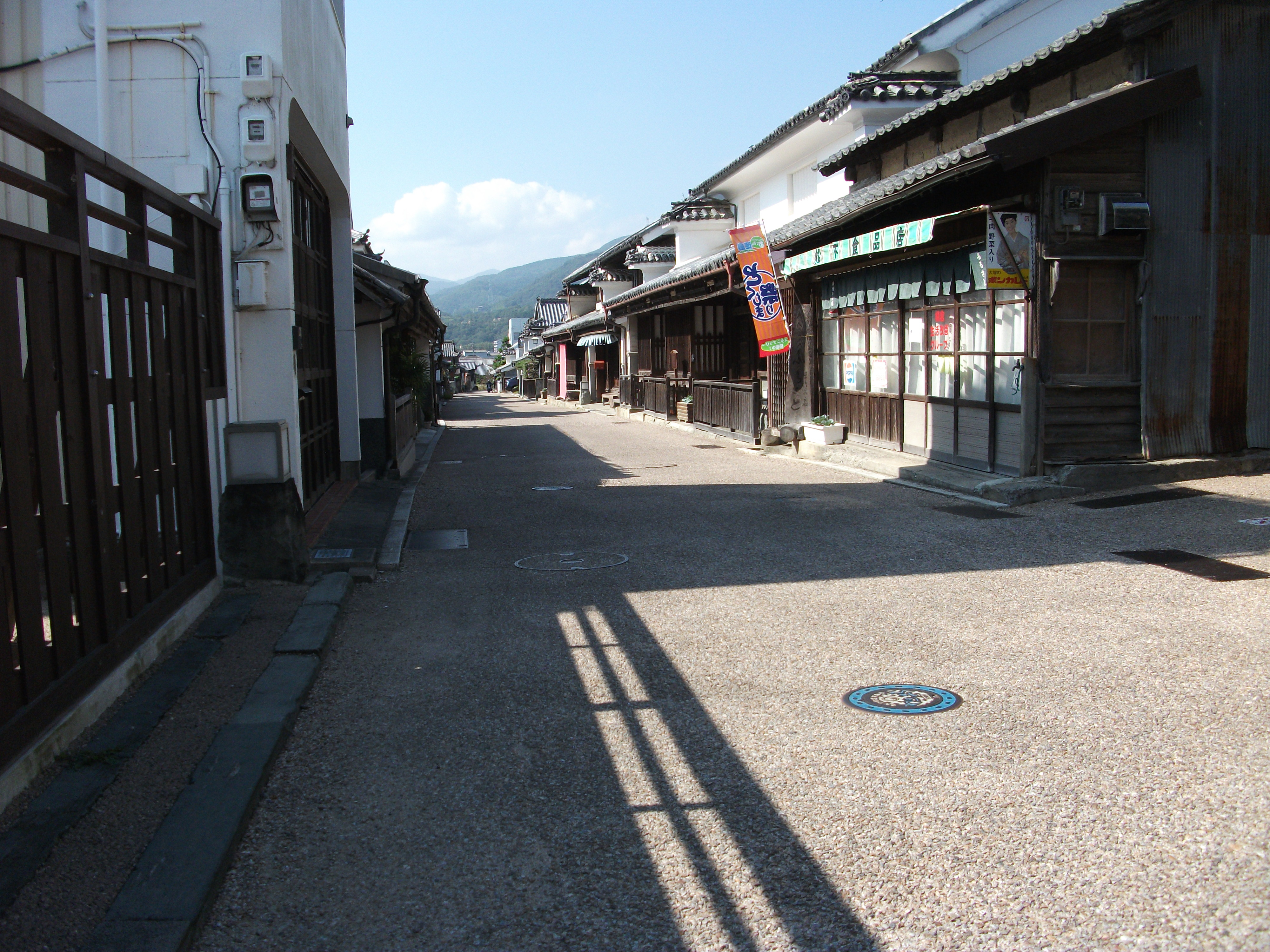
ボンカレー（阿波歴史文化道）
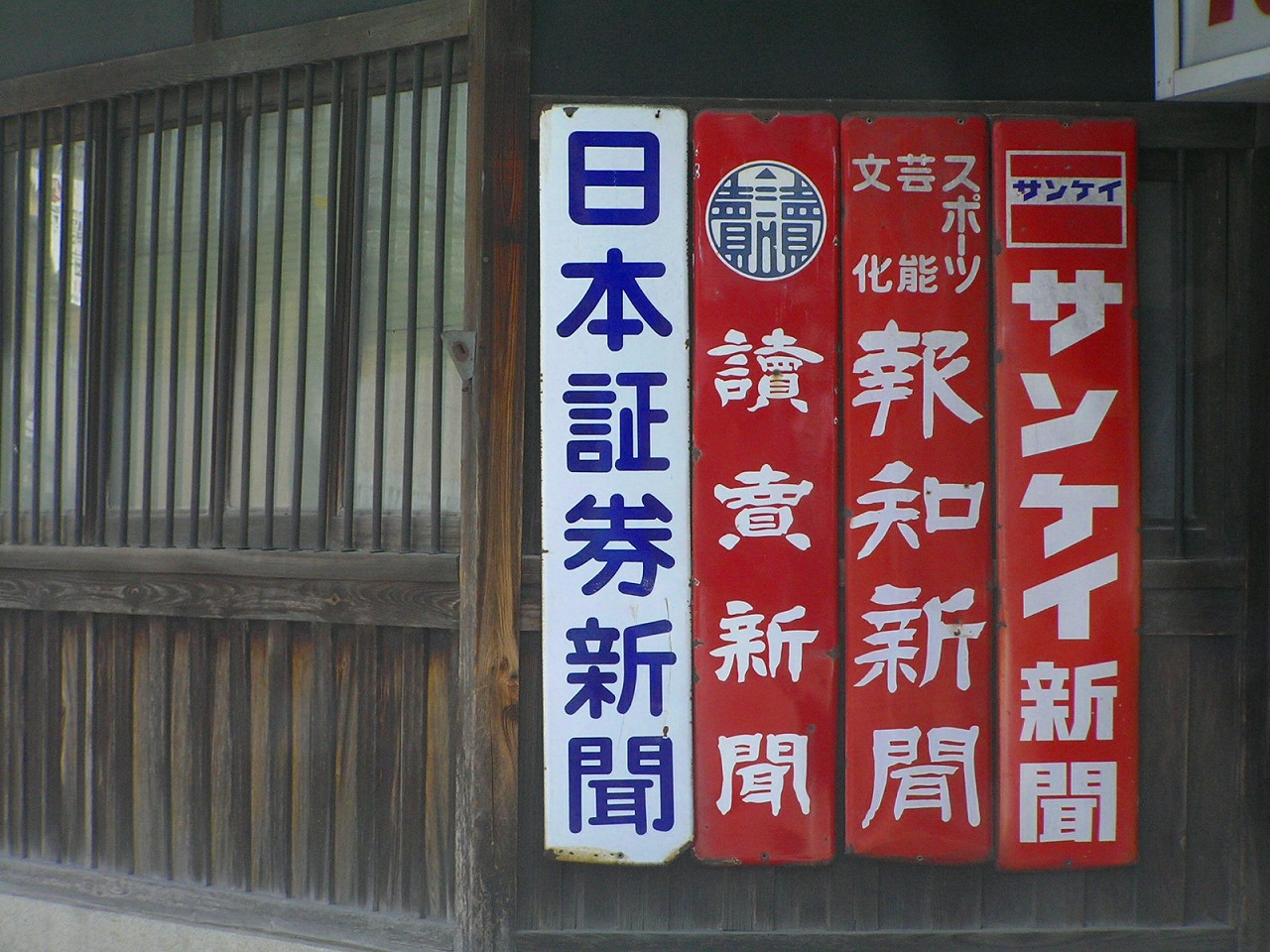
地方の新聞販売店のホーロー看板
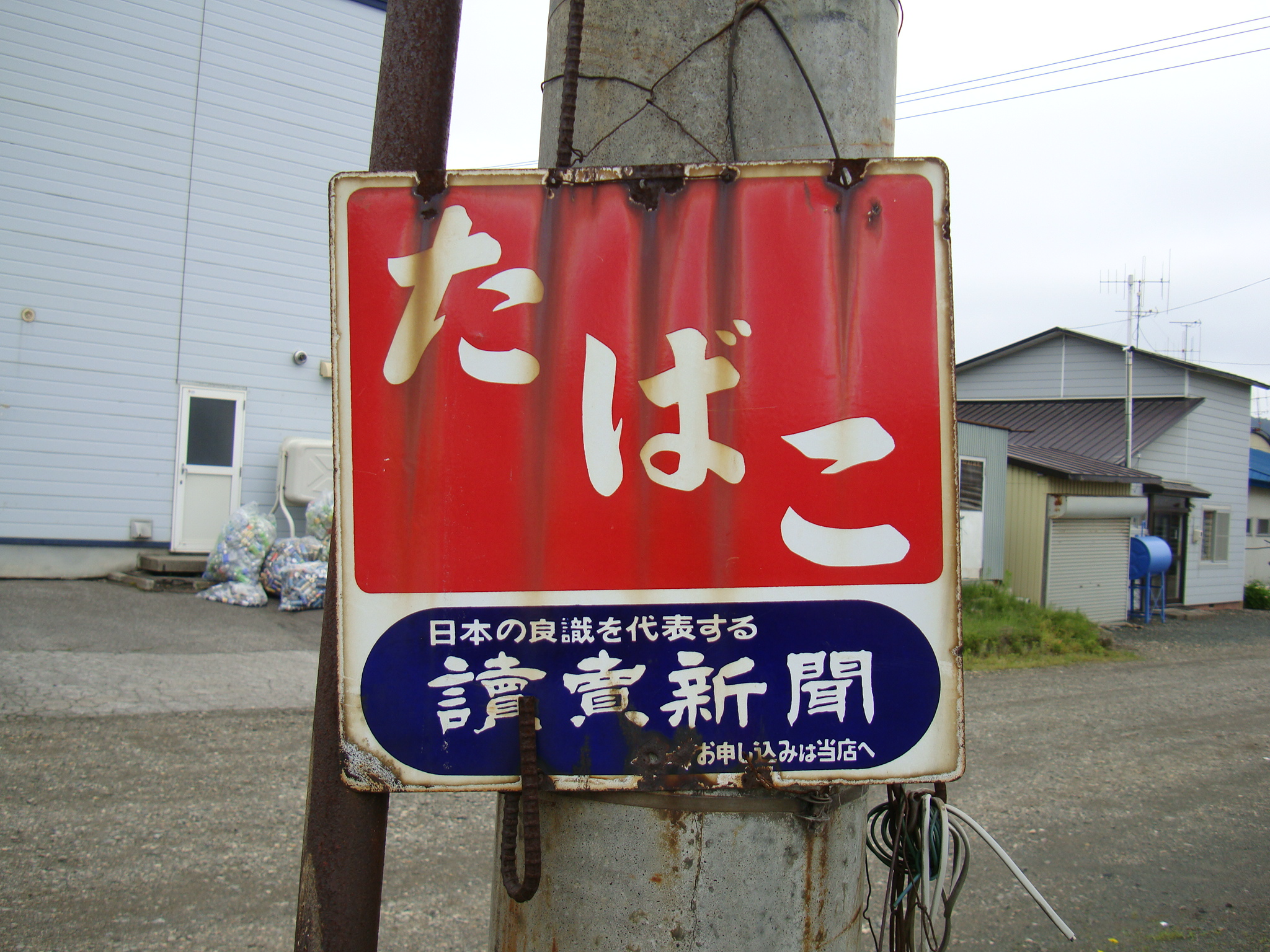
たばこ認可販売店の看板
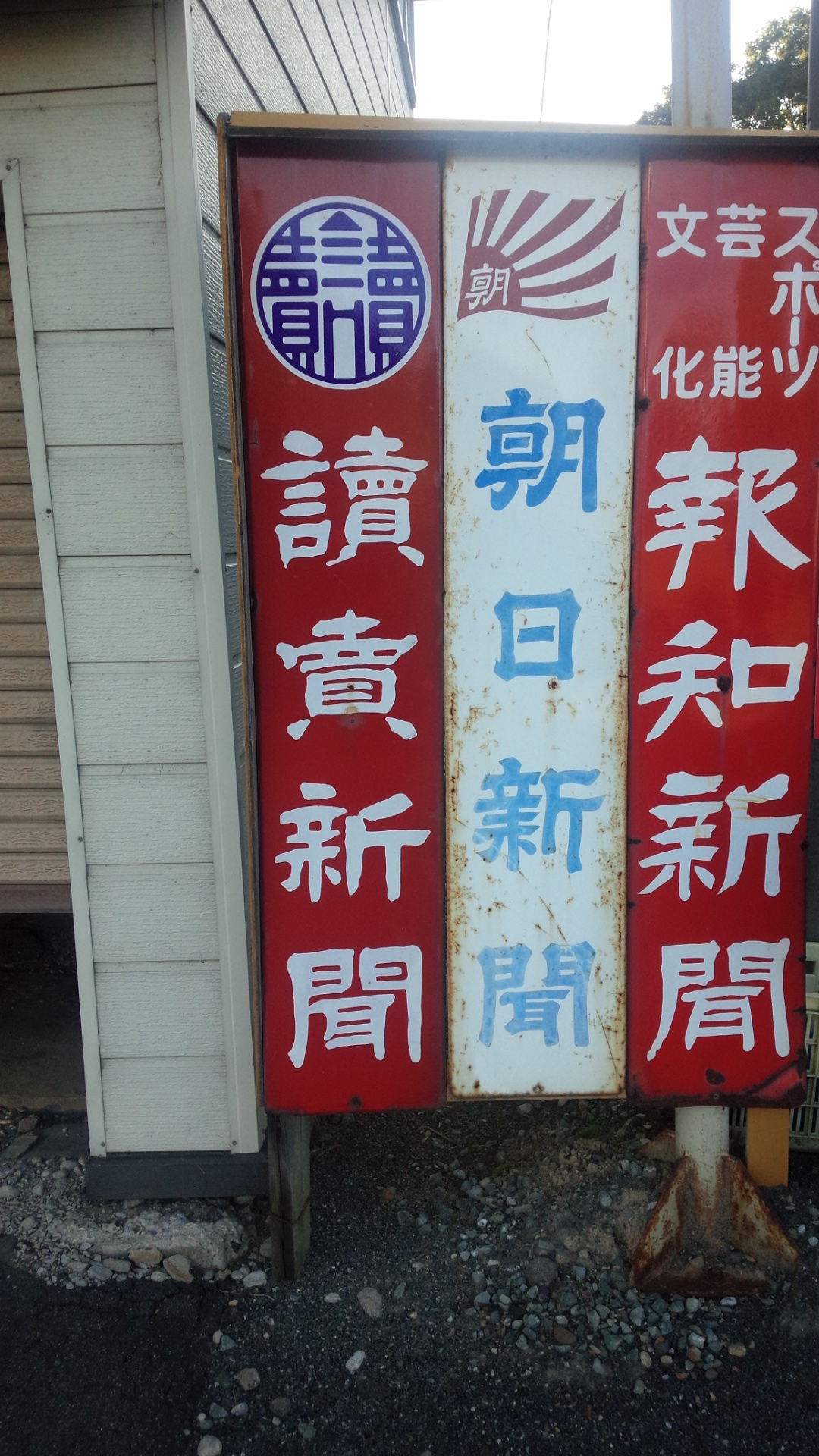
新聞各社ホーロー看板（左から読売・朝日・報知）